# Jókay Lajos (lelkész)
Jókay Lajos (Komárom, 1819 – Kisölved, 1904. május 27.) református lelkész.

## Életútja
Tanulmányait Pápán végezte, ahol senior és a grammatisták tanítója volt. Majd Nagymegyeren Károlyi gróf kormányzójának házánál nevelő volt. 1847-ben mint Szabó Péter esperes segédje kibocsátását kérte, mely alkalommal megvizsgáltatván «igen jeles és tudományos készültségűnek találtatott». (Act. consist.) Csakhamar szécsi káplán, 1850-ben ugyanott rendes lelkész lett. 1855-ben egyházmegyei jegyzőül választották, mely hivatalát közmegelégedéssel vitte 1867-ig. Közben 1857-ben Kisölvedre (Hont megye) ment lelkésznek, ahol évtizedeken keresztül szolgált és a lelkészjelölő bizottság tagja volt. 1855-től 1867-ig a barsi egyházmegye jegyzője, majd 1880-tól 1895-ig esperese volt. 1903. szeptember 12-én nyugdíjba vonult.
Életrajzírója ezt jegyezte fel róla: «Azon találó szép korrajz, mely az illető fejezetben (a kis-ölvedi egyház jegyzőkönyvében) az 1850-60-ki időközt ecseteli, tanusítja, hogy mily tehetségeket rejteget e szerény elvonultságban könyveinek élő jeles férfiú».